# دراگان بوگاواتس
دراگان بوگاواتس (صربی: Dragan Bogavac؛ زادهٔ ۷ آوریل ۱۹۸۰) بازیکن فوتبال اهل مونته‌نگرو بود.
از باشگاه‌هایی که در آن بازی کرده است می‌توان به باشگاه فوتبال ستاره سرخ بلگراد، باشگاه فوتبال بئوگراد، باشگاه فوتبال آستانه، باشگاه فوتبال پادربورن، و باشگاه فوتبال ماینتس ۰۵ اشاره کرد.
وی همچنین در تیم‌های ملی فوتبال زیر ۲۱ سال صربستان، صربستان و مونته‌نگرو، و مونته‌نگرو بازی کرده است.